# Evidentia Fastigheter
Evidentia Fastigheter AB är ett svenskt fastighetsbolag. Evidentia är latin och betyder tydlighet.

## Historik
Evidentia fastigheter har rötter tillbaka till början av 1920-talet, då Gunnar V. Philipson började bygga upp en framgångsrik bilverksamhet som fick namnet Philipsons Automobil AB. I samband med att familjeföretaget Philipsons omstrukturerades i mitten av 1980-talet tillkom nya aktieägare med intresse för fastighetsförvaltning. Ett nytt moderbolag, som senare blev Arcona, bildades kring fastighetsintressena, och bilföretaget blev dotterbolag.
Under senare hälften av 1980-talet skapades ett internationellt fastighetsimperium genom hög belåning. I samband med finanskrisen i Sverige 1990–1994 kollapsade både fastighetsmarknaden och förutvarande Arcona, trots framgångsrika försäljningar. En finansiell rekonstruktion genomfördes 1994. I samband med försäljningen av byggrörelsen, vilken innefattande namnet Arcona, bytte moderbolaget namn till Evidentia Fastigheter AB.